# غلين بوتير
غلين بوتير (بالإنجليزية: Glenn Potter)‏ هو مدرب كرة سلة أمريكي، ولد في عقد 1930.

## روابط خارجية
- غلين بوتير على موقع كلية كرة السلة في سبورتس رفرنس.كوم (الإنجليزية)